# Ottomar Borwitzky (Cellist)
Ottomar Borwitzky (* 6. Oktober 1930 in Hamburg; † 29. März 2021) war ein deutscher Cellist und Musikpädagoge. 

## Leben und Werk
Ottomar Borwitzky war der Sohn des Ersten Konzertmeisters der Hamburger Symphoniker, Ottomar Borwitzky. Seine Mutter war ebenfalls professionelle Geigerin.  Er studierte bei Bernhard Günther, Arthur Troester und Paul Grümmer. Er verließ das Gymnasium vor seinem Abitur, um Erster Cellist beim Hamburger Rundfunkorchester zu werden. 1954 wechselte er in gleicher Position an das Opernhaus Hannover. 1956 wurde er Erster Solocellist bei den Berliner Philharmonikern und wirkte dann bis 1993 für 37 Jahre in diesem Orchester. 1972 gründete er mit Orchesterkollegen Die 12 Cellisten als eigenständiges Ensemble.
Ab 1979 wirkte Borwitzky als Lehrer für Cello an der Karajan-Akademie.  In besonderer Erinnerung blieben bei den Berliner Philharmonikern seine Interpretationen von Antonín Dvořáks Cellokonzert und Richard Straussʼ Don Quixote.
Mit dem Pianisten Wolfgang Kaiser, den er 1951 bei einer Konzertreihe für junge Musiker in Hannover kennengelernt hatte, war Borwitzky zeitlebens beruflich wie privat eng verbunden.
Ottomar Borwitzky starb am 29. März 2021 nach langer Krankheit im Alter von 90 Jahren.